# Story: 25 Years of Hits
 (janvier 2015).
Si vous disposez d'ouvrages ou d'articles de référence ou si vous connaissez des sites web de qualité traitant du thème abordé ici, merci de compléter l'article en donnant les références utiles à sa vérifiabilité et en les liant à la section « Notes et références ».
Albums de Pet Shop Boys
Disco 4
(2007) Yes
(2009)
Pet Shop Boys Story: 25 Years of Hits, est une compilation des Pet Shop Boys publiée le 8 mars 2009, en supplément du journal britannique The Mail On Sunday..
Ce CD contenant 11 titres, est édité uniquement au Royaume-Uni afin de promouvoir leur nouvel album Yes.

## Titres
| No  | Titre                                                             | Auteur                                                                | Durée |
| --- | ----------------------------------------------------------------- | --------------------------------------------------------------------- | ----- |
| 1.  | West End Girls (10" mix)                                          | Neil Tennant/Chris Lowe                                               | 7:04  |
| 2.  | Paninaro (7" mix)                                                 | Neil Tennant, Chris Lowe                                              | 4:40  |
| 3.  | It's a Sin (Disco mix)                                            | Neil Tennant, Chris Lowe                                              | 7:41  |
| 4.  | What Have I Done to Deserve This? avec Dusty Springfield (7" mix) | Neil Tennant, Chris Lowe, Allee Willis                                | 4:19  |
| 5.  | Jealousy (7" mix)                                                 | Neil Tennant, Chris Lowe                                              | 4:15  |
| 6.  | Being Boring (7" mix)                                             | Neil Tennant, Chris Lowe                                              | 4:51  |
| 7.  | Go West (7" mix)                                                  | Jacques Morali, Henri Belolo, Victor Willis, Neil Tennant, Chris Lowe | 5:02  |
| 8.  | Before (7" mix)                                                   | Neil Tennant, Chris Lowe                                              | 4:07  |
| 9.  | Home and Dry (7" mix)                                             | Neil Tennant, Chris Lowe                                              | 3:59  |
| 10. | Flamboyant (7" mix)                                               | Neil Tennant, Chris Lowe                                              | 3:39  |
| 11. | Did You See Me Coming?                                            | Neil Tennant, Chris Lowe                                              | 3:45  |